# 토베 얀손
토베 마리카 얀손(스웨덴어: Tove Marika Jansson, 1914년 8월 9일 ~ 2001년 6월 27일)은 핀란드의 스웨덴계 화가, 소설가이다. 무민의 작가로 유명하다.
예술가 가정에서 태어나 1930년부터 1938년까지 스톡홀름, 헬싱키, 파리에서 예술을 공부하였다. 1943년 최초의 개인전을 열었다. 같은 시기 짧은 글들을 출판하였으며, 책 표지 삽화를 그리기도 하였다. 이후 죽을때까지 예술가의 삶을 살아갔다.
얀손은 1945년 작은 무민 가족과 큰 홍수를 시작으로 무민을 집필하기 시작했다. 1946년에는 혜성이 다가온다, 1948년에는 무민 가족과 마법의 모자를 출판하였고 이는 대성공작이 되었다. 1966년에는 아동문학에 대한 기여로 한스 크리스티안 안데르센 상을 수상하였다. 얀손은 무민의 코믹 스트립 스핀오프 작품을 내기도 하였으며, 2016년 윌 아이스너상 명예의 전당에 올랐다.
1968년 반자전적인 소설 조각가의 딸(스웨덴어: Bildhuggarens dotter)을 낸 이후 소설 6편을 집필하였고, 그 중 여름의 책(스웨덴어: Sommarboken)이 가장 뛰어나다는 평가를 받는다. 또한 단편 소설집 5권을 내기도 하였다.

## 생애

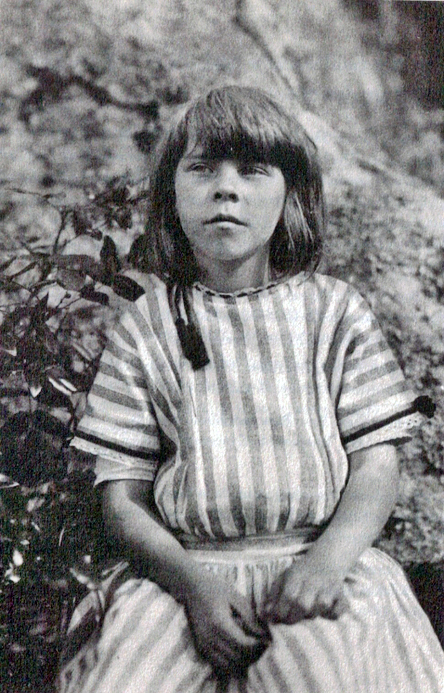
토베 얀손 (1923년)

토베 얀손은 1914년 러시아 제국의 핀란드 대공국 헬싱키에서 스웨덴어를 사용하는 가정에서 태어났다. 아버지 빅토르 얀손(스웨덴어: Viktor Jansson, 1886년-1958년)은 조각가, 어머니 시그네 하마르스텐얀손(스웨덴어: Signe Hammarsten-Jansson, 1882년-1970년)은 스웨덴 출신 삽화가이자 그래픽 디자이너인 예술가 가정이었다. 토베의 남동생인 페르 올로브 얀손(스웨덴어: Per Olov Jansson, 1926년-2000년)은 사진가, 라르스 얀손(스웨덴어: Lars Jansson, 1926년-2000년)은 작가이자 만화가가 되어 모두 예술가의 삶을 살았다. 얀손 가족은 여름마다 포르보 인근 섬에 있는 별장을 임대하여 휴가를 보냈다. 이때 쇠데르스케르(Söderskär) 등대는 무민파파와 바다를 집필하는데 큰 영향을 끼쳤다.
토베 얀손은 헬싱키의 스웨덴어 교육시설인 Läroverket för gossar och flickor에 다녔다. 1930년부터 1933년까지는 스웨덴 스톡홀름에 위치한 콘스트파크(Konstafack)에서, 1933년부터 1937년까지는 헬싱키의 순수미술학교(핀란드어: Kuvataideakatemia)에서 예술을 공부하였다. 1938년에는 파리에서 에콜 다드리앵 올리(프랑스어: L'École d'Adrien Holy)와 에콜 데 보자르에서 공부하였다. 1930년대부터 많은 예술작품들을 전시회에 전시하였으며, 첫 개인전은 1943년에 열렸다.
토베 얀손은 14세의 나이로 첫 그림책인 'Sara och Pelle och näckens bläckfiskar'을 집필하였으며, 1933년에 출판되었다. 1920년대에는 여러 잡지사에 자신의 그림을 팔기도 하였다.
1930년대에 들어서는 유럽의 여러 다른 나라로 여행을 떠났다. 이에 대해 짧은 글을 쓰고 삽화를 그렸으며, 이를 잡지, 정기 간행물 및 일간지에 간행하였다. 이 시기 많은 책 표지, 광고, 엽서의 디자인 업무를 맡기도 하였다. 또한 어머니를 따라 핀란드에서 스웨덴어로 출판되는 반파시즘 잡지인 'Garm'에 실릴 삽화를 그리기도 하였다.

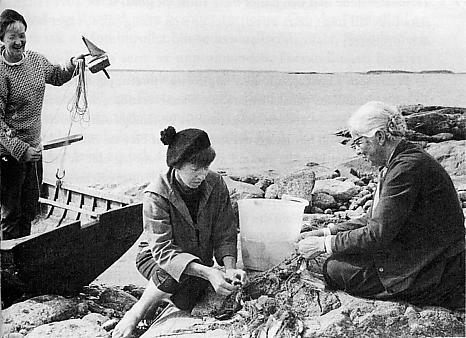
툴릭키 피에틸래, 토베 얀손과 어머니 시그네 하마르스텐얀손이 포르보 클로브하루(Klovharu) 섬에 있는 모습. (1958년)

1940년대 토베 얀손은 핀란드 사회민주당 소속 의원이자 문화 비평가인 아토스 비르타넨(핀란드어: Atos Wirtanen)과 잠시 약혼 관계였으나 결혼하지는 않았다. 이후 얀손은 자신의 동반자가 될 툴릭키 피에틸래(핀란드어: Tuulikki Pietilä)를 만나 많은 작품을 공동 제작하였다.

## 작품

### 무민
토베 얀손은 무민 시리즈의 저자로 잘 알려져있다. 1945년 첫 무민 책인 작은 무민 가족과 큰 홍수 (스웨덴어: Småtrollen och den stora översvämningen)가 출간되었다. 이 책은 무민트롤과 무민마마가 등장하기는 하지만, 무민 시리즈의 주요 인물 대부분은 다음 책부터 등장하기 때문에 무민 시리즈의 선구적인 작품으로 여겨진다. 작은 무민 가족과 큰 홍수는 성공적이지 못하였으나, 이후 1946년에 출간된 혜성이 다가온다 (스웨덴어: Kometjakten)와 1948년에 출간된 무민 가족과 마법의 모자 (스웨덴어: Trollkarlens hatt)는 어느 정도 성공을 거두었다.
무민 시리즈의 스타일은 시간이 지나면서 점차 바뀌었다. 제2차 세계 대전 발발 직후 집필하기 시작한 첫 책부터 1957년 출간된 무민의 겨울 (스웨덴어: Trollvinter)까지는 홍수, 혜성, 초자연적 현상이 나타나는 모험극이다. 작은 무민 가족과 큰 홍수는 무민트롤과 무민마마가 어둡고 무서운 숲을 따라 대피하면서 여러 위험을 겪는 내용이다. 혜성이 다가온다는 무민 골짜기에 혜성이 떨어진다는 내용으로, 몇몇 비평가는 이를 핵무기에 대한 비유라고 평가하기도 한다. 무민 가족과 마법의 모자는 마법사의 모자를 발견한 후 일어나는 모험에 관한 이야기이다. 1950년 출간된 무민파파의 회고록 (스웨덴어: Muminpappans memoarer)은 회고록 장르에 대한 패러디 형식으로 무민파파의 젊었을 적 여행에 대해 이야기한다. 1955년 출간된 위험한 여름 (llang|sv|Farlig midsommar}})은 무민들이 빈 극장을 탐험하면서 무민파파의 허풍스러운 6보격(hexameter) 멜로드라마 연극을 한다.
토베 얀손은 무민 소설과 단편집 말고도 그림책 4편을 출간하였다. 각각 그다음에 무슨 일이 있었을까요? 무민, 밈블 그리고 미이에 관한 이야기 (스웨덴어: Hur gick det sen? Boken om Mymlan, Mumintrollet och Lilla My) (1952년), 누가 토플을 달래 줄까요? (스웨덴어: Vem ska trösta knyttet?) (1960년), 위험한 여행 (스웨덴어: Den farliga resan) (1977년), Skurken i Muminhuset (1980년)이다. 무민 시리즈가 점차 유명해지면서, 혜성이 다가온다와 무민파파의 회고록은 개정을 거친 다음 재출판되었다.
비평가들은 무민에 나오는 여러 등장인물이 실존인물을 바탕으로 만들어졌으며, 특히 토베 얀손의 가족일 것이라고 하였다. 또한 토메 얀손은 인터뷰에서 무민 시리즈 등장인물의 배경과 모델일 수도 있는 사람들에 대해 말하기도 하였다.
무민의 겨울에 등장하는 투티키의 캐릭터성은 피에틸래의 성격에 영향을 받았고, 무민트롤과 미이(My)는 토베 얀손의 정신적 자화상과 같은 등장인물이라 평가받는다. 토베 얀손은 무민트롤이 자신의 분신과도 같다고 하였다.
무민 가족은 주로 토베 얀손의 가족과 연관이 깊다고 여겨진다. 무민 가족과 토베 얀손의 가족은 모두 자연과 가깝게 보헤미아니즘적인 삶을 살았다. 토베 얀손은 1970년 어머니 시그네가 사망할 때까지 가깝게 살았으며, 토베가 성인이 된 이후에도 함께 여행을 다녔다. 시그네는 말년에 토베와 함께 살기도 하였다. 무민파파와 무민마마는 토베 얀손의 부모님을 표현한 등장인물이라는 평가도 있다.

### 그 외 저서
토베 얀손은 무민 골짜기의 11월을 집필하고 난 뒤 무민 시리즈를 멈추고 아동을 대상으로 하지 않은 소설을 쓰기 시작했다. 토베 얀손의 첫 비아동층 작품은 조각가의 딸(스웨덴어: Bildhuggarens dotter)로, 1968년 출간된 반자전적 소설이다. 이후 여름의 책(스웨덴어: Sommarboken)을 포함한 소설 다섯 작품과 단편집 5권을 냈다. 여름의 책은 무민 시리즈가 아닌 작품 중 가장 성공한 작품이다. 여름철 섬마을에서 어린 소녀와 할머니가 살아가는 아름답고 예민하며 소박한 소설로 평가받는다. 소녀는 조카인 소피아 얀손, 소녀의 아버지는 소피아 얀손의 아버지이자 토베의 남동생인 라르스 얀손, 할머니는 토베 얀손의 어머니인 시그네 얀손을 모델로 하였다.

### 전시 풍자
토베 얀손은 핀란드에서 출간되는 스웨덴어 풍자 잡지 가름(Garm)지에서 1930년부터 1953년까지 삽화가와 만화가로 활동했다. 세계적으로 유명해진 만평으로는 기저귀를 찬 채로 울고있는 아기 히틀러에게 네빌 체임벌린 등 유럽 국가의 주요 지도자가 오스트리아, 체코슬로바키아, 폴란드 등과 같은 케이크를 떠먹여주면서 달래는 그림이 있다. 제2차 세계 대전 당시 핀란드는 나치 독일과 함께 소련과 전쟁을 벌였다. 그 당시 토베 얀손의 가름지 삽화는 아돌프 히틀러와 이오시프 스탈린 모두를 풍자했다. 대표적으로 스탈린이 어마어마하게 긴 칼집에서 터무니없게 짧은 칼을 꺼내는 그림과 히틀러 여러명이 집을 약탈하고는 음식과 예술품들을 훔쳐 달아나는 그림이 있다. 스펙테이터지에 따르면 토베 얀손은 히틀러를 자만심이 강하고 익살스러운 하찮은 인물로 표현했다.

### 연재 만화
토베 얀손은 크리스마스 기간지 Julen과 어머니가 활동했던 Lucifer에 삽화를 그렸으며 다른 작은 작품 또한 만들었다. 초기 연재 만화는 1929년 Lunkentus에 연재된 Prickinas och Fabians äventyr, 1930년 Vårbrodd에 연재된 Fotbollen som Flög till Himlen' , 1933년 Allas Krönika에 연재된 Palle och Göran gå till sjöss 등이 있다.
무민트롤 형태의 캐릭터는 토베 얀손의 만평에서 처음 나타났는데, 이때는 얀손이 자기 서명 옆에 그려넣는 형태였다. '스노르크(Snork)' 혹은 '니스쿠(Niisku)'라고 불린 이 '원시 무민'은 빼빼 마르고 못생겼으며 코가 길고 좁았고 꼬리가 악마와 같은 형태였다. 토베 얀손은 자신이 어렸을 적 남동생과 이마누엘 칸트에 대한 철학 논쟁에서 지고 난 후 무민의 모습을 디자인했다고 밝혔다. 토베 얀손은 자신이 생각할 수 있는 가장 못생긴 생명체를 집 외벽에 그려놓고 그 밑에 "칸트"라고 써놓았다고 한다. 이후 무민은 더 통통해지고 보기 좋아졌지만, 첫 무민 책인 작은 무민 가족과 큰 홍수에서는 원형의 "이마누엘 칸트 무민"을 인지할 수 있다. '무민'이라는 이름은 토베 얀손의 외삼촌 에이나르 하마르스텐(스웨덴어: Einar Hammarsten)이 만들어낸 말이다. 토베 얀손이 스톡홀름에서 스웨덴 친척들과 생활하고 있을 당시 외삼촌은 토베가 음식을 가져가는 것을 멈추게 하기 위해 주방 수납장에 "무민트롤"이 살며 사람들의 목가에 찬 공기를 내뿜는다는 이야기를 했다.
1952년 혜성이 다가온다와 무민 가족과 마법의 모자가 영어로 번역된 후 영국 출판사는 토베 얀손에게 무민 연재 만화를 그릴것을 요청했다. 얀손은 이미 핀란드의 좌파 성향 스웨덴어 신문 'Ny Tid'에 혜성이 다가온다의 이야기에 기반한 무민 연재 만화 Mumintrollet och jordens undergång를 연재하고 있었다. 토베 얀손은 영국 출판사의 요청을 수락했고, 1954년부터 런던의 신문사 'The Evening News'에 연재 만화 무민트롤 (영어: Moomintroll)을 그렸다. 1954년부터 1959년까지 총 21편의 무민 만화를 연재했으며, 처음에는 홀로 스토리를 짜다가 이후 남동생 라르스 얀손과 함께했다. 토베 얀손은 이 만화 연재로 인해 다른 책을 쓰고 그림을 그릴 시간이 없어져 결국 포기하였고, 라르스 얀손이 이 일을 이어받아 1975년까지 연재하였다.
토베 얀손의 무민 연재 만화 시리즈는 스웨덴어와 영어로 출판되었다.

## 사생활

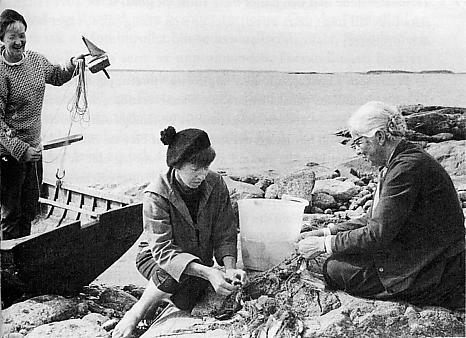
툴리키 피에틸래, 토베 얀손과 그의 어머니 시그네가 클로브하루에서, 1958년. 클로브하루는 얀손 가족이 여름 별장을 가지고 있던 포르보 군도의 섬이다.

얀손은 여러 남성 연인이 있었으며, 그중에는 정치철학자 아토스 비르타넨도 포함되어 있었다. 그와 잠시 약혼하기도 했다. 비르타넨은 무민 캐릭터인 스너프킨의 모델이 되었다. 그러나 결국 얀손은 자신의 표현대로 "유령의 편으로 넘어갔다." 이것은 동성애를 암시하는 은어였다. 그리고 기혼인 연극 감독 비비카 반들레르와 비밀 연애를 시작했다.
1956년 얀손은 평생의 반려자가 된 툴리키 피에틸래를 만났다. 피에틸래는 "토티"라는 애칭으로 불렸다. 헬싱키에서 그들은 따로 살았지만 서로 가까이 지내며 남의 눈에 띄지 않고 만날 수 있었다. 하지만 이것으로 얀손의 어머니가 자주 방문하는 문제가 해결되지는 않았다. 그들은 핀란드 만의 작은 섬에 집을 지어 여름을 그곳에서 보내는 것으로 부분적인 해결책을 찾았다. 얀손과 피에틸래가 함께 여행하고 펠링키의 클로브하루섬에서 보낸 여름은 피에틸래가 촬영한 수 시간 분량의 영상으로 남아있다. 이 영상을 바탕으로 여러 다큐멘터리가 제작되었는데, 가장 최근의 작품으로는 《하루, 외로운 섬》(Haru, yksinäinen saari, 1998년)과 《토베와 토티의 유럽 여행》(Tove ja Tooti Euroopassa, 2004년)이 있다. 수 프리도가 "야생의 머리를 한 예술적인 트롤로, 브르통 스웨터와 베레모를 쓴" 인물이라고 묘사한 투-티키 캐릭터는 피에틸래에서 영감을 받았다.
얀손은 2001년 6월 27일, 86세의 나이로 사망했으며, 헬싱키의 히에타니에미 공동묘지에 안장되어 있다.

## 수상 목록
- 한스 크리스티안 안데르센 상 (1966년)[24]
- 스웨덴 한림원 핀란드상 (1972년)
- Order Uśmiechu (1975년)
- 핀란드 사자 훈장 (1976년)
- 스웨덴 문화 재단 명예상 (1983년)[25]
- 핀란드 문화상 (1990년)
- 셀마 라게를뢰프(Selma Lagerlöf) 상 (1992년)
- 핀란드 예술상
- 스웨덴 한림원 상 (1994년)
- 미국-스칸디나비아 재단 문화 명예상 (1996년)
- 사노마 문학재단상 (1999년)
- Le Prix de l'Office Chrétien du Livre